# Muscardinus crusafonti
Muscardinus crusafonti — вимерлий вид гризунів родини вовчкових (Gliridae).

## Поширення
Цей вид ліскульок був виявлений в Греції та Іспанії. Він жив у епоху міоцену.